# Вайльбехер, Ханс
Ханс Вайльбехер (нем. Hans Weilbächer; 23 октября 1933, Хаттерсхайм-на-Майне, Гессен — 1 августа 2022) — западногерманский футболист.

## Биография

### Игровая карьера
На протяжении профессиональной карьеры играл за одну команду франкфуртский «Айнтрахт». В составе «орлов» он отыграл 13 сезонов, выиграв с командой в 1959 году чемпионат Германии.
Завершил карьеру по окончании сезона 1964/65 в возрасте 31 года.

### Смерть
Скончался 1 августа 2022 года на 89-м году жизни.

## Достижения
Айнтрахт
- Чемпионат Германии (1): 1958/59